# Ha-Ir ha-Tachtit Ma'arav
Ha-Ir ha-Tachtit Ma'arav (hebrejsky העיר התחתית מערב‎, doslova Dolní Město – Západ) je část města Haifa v Izraeli. Tvoří podčást 3. městské čtvrti ha-Ir ha-Tachtit.
Jde o územní jednotku vytvořenou pro administrativní, demografické a statistické účely. Zahrnuje západní část čtvrti ha-Ir ha-Tachtit nedaleko Haifského přístavu a Haifského zálivu. Nacházejí se tu obytné okrsky jako Vádí Nisnas nebo ha-Mošava ha-Germanit (Německá kolonie).
Populace je arabská se silnou židovskou menšinou. Rozkládá se na ploše 0,77 kilometru čtverečního. V roce 2008 zde žilo 8 510 lidí, z toho 1 880 židů, 1 770 muslimů a 4 310 arabských křesťanů.